# Communauté de communes Vallée de l'Hérault
La Communauté de communes Vallée de l'Hérault est une communauté de communes française, située dans le département de l'Hérault et la région Occitanie.

## Histoire
En 1998, vingt communes des cantons de Gignac et d'Aniane créent la communauté de communes Vallée de l'Hérault, d'après leur localisation géographique dans la vallée du fleuve Hérault
En janvier 2001, les communes de La Boissière et de Saint-Paul-et-Valmalle, adhèrent à la communauté. En janvier 2002, l'ensemble des vingt-huit communes des deux cantons en font partie.
La répartition des sièges au conseil communautaire dépend de la population de chaque commune.

## Communes
La communauté de communes est composée des 28 communes suivantes :

| Nom                        | Code Insee | Gentilé                     | Superficie (km2) | Population (dernière pop. légale) | Densité (hab./km2) |
| -------------------------- | ---------- | --------------------------- | ---------------- | --------------------------------- | ------------------ |
| Gignac (siège)             | 34114      | Gignacois                   | 29,85            | 6 713 (2022)                      | 225                |
| Aniane                     | 34010      | Anianais                    | 30,34            | 2 956 (2022)                      | 97                 |
| Arboras                    | 34011      | Arborassiens                | 6,73             | 104 (2022)                        | 15                 |
| Argelliers                 | 34012      | Argelliérains               | 50,29            | 971 (2022)                        | 19                 |
| Aumelas                    | 34016      | Aumelais                    | 58,26            | 582 (2022)                        | 10                 |
| Bélarga                    | 34029      | Bélarganais                 | 4,13             | 662 (2022)                        | 160                |
| La Boissière               | 34035      | Boissiérois                 | 24,45            | 1 054 (2022)                      | 43                 |
| Campagnan                  | 34047      | Campagnais                  | 3,75             | 719 (2022)                        | 192                |
| Jonquières                 | 34122      | Jonquiérois                 | 2,05             | 588 (2022)                        | 287                |
| Lagamas                    | 34125      | Lagamasois                  | 4,52             | 110 (2022)                        | 24                 |
| Montarnaud                 | 34163      | Montarnéens                 | 27,53            | 4 186 (2022)                      | 152                |
| Montpeyroux                | 34173      | Montpeyrousiens             | 22,42            | 1 418 (2022)                      | 63                 |
| Plaissan                   | 34204      | Plaissanais                 | 5,79             | 1 610 (2022)                      | 278                |
| Popian                     | 34208      | Popianais                   | 5,86             | 368 (2022)                        | 63                 |
| Le Pouget                  | 34210      | Pougétois                   | 13,91            | 2 101 (2022)                      | 151                |
| Pouzols                    | 34215      | Pouzolais                   | 2,96             | 956 (2022)                        | 323                |
| Puéchabon                  | 34221      | Puéchabonais                | 31,26            | 507 (2022)                        | 16                 |
| Puilacher                  | 34222      | Puilacherois                | 2,68             | 644 (2022)                        | 240                |
| Saint-André-de-Sangonis    | 34239      | Saint-Andréens              | 19,6             | 6 364 (2022)                      | 325                |
| Saint-Bauzille-de-la-Sylve | 34241      | Saint-Bauzillois            | 8,63             | 938 (2022)                        | 109                |
| Saint-Guilhem-le-Désert    | 34261      | Saute-Rocs ou Saute-Rochers | 38,64            | 243 (2022)                        | 6,3                |
| Saint-Guiraud              | 34262      | Saint-Guiraudiens           | 6,07             | 273 (2022)                        | 45                 |
| Saint-Jean-de-Fos          | 34267      | Jeannifossiens              | 14,19            | 1 743 (2022)                      | 123                |
| Saint-Pargoire             | 34281      | Saint-Pargoriens            | 23,77            | 2 438 (2022)                      | 103                |
| Saint-Paul-et-Valmalle     | 34282      | Saint-Paulais               | 12,72            | 1 367 (2022)                      | 107                |
| Saint-Saturnin-de-Lucian   | 34287      | Lucianais                   | 9,83             | 289 (2022)                        | 29                 |
| Tressan                    | 34313      | Tressanais                  | 3,92             | 688 (2022)                        | 176                |
| Vendémian                  | 34328      | Vendémianais                | 16,89            | 1 157 (2022)                      | 69                 |

## Compétences[1]
- Compétences obligatoires : 
  - Aménagement de l'espace
  - Développement économique : création, aménagement, entretien et gestion de zones d'activités, politique locale du commerce, promotion du tourisme
  - Gestion des milieux aquatiques et prévention des inondations
  - Création, aménagement, entretien et gestion des aires d'accueil des gens du voyage
  - Collecte et traitement des déchets ménagers et déchets assimilés
  - Plan climat air énergie territorial
  - Assainissement des eaux usées
  - Eau

- Compétences supplémentaires :
  - Protection et mise en valeur de l’environnement, le cas échéant dans le cadre de schémas départementaux et de soutien aux actions de maîtrise de l’énergie
  - Création, aménagement et entretien de la voirie d'intérêt communautaire
  - Action sociale d’intérêt communautaire  : petite enfance, jeunesse
  - Politique du logement et du cadre de vie
  - Construction, entretien et fonctionnement d'équipements culturels et sportifs d'intérêt communautaire : Ecole de musique intercommunale, Argileum - Maison de la poterie, Abbaye d'Aniane
  - Schéma d’aménagement et de gestion des eaux
  - Culture et sport : actions, manifestations et événements culturels et sportifs
  - Santé
  - Agriculture
  - Gestion du Grand Site de France des gorges de l’Hérault
  - Aménagement numérique du territoire

## Pays
La communauté de communes Vallée de l'Hérault fait partie du Pays Cœur d'Hérault.